# السويد في الألعاب الأولمبية
السويد في الألعاب الأولمبية الألعاب الأولمبية هي من أهم الأحداث الرياضية في السويد، وتقوم اللجنة الأولمبية السويدية بالإشراف في شؤون مشاركة السويد في الألعاب الأولمبية، شاركت السويد في جميع دورات الألعاب الأولمبية ما عدا دورة 1904، السويد كانت من الدول التي إستضافت الألعاب الأولمبية الصيفية وذلك في دورة 1912 في ستوكهولم، وقد كانت السويد سابقاً من أقوى الدول المتنافسة في الألعاب الأولمبية الصيفية حيث إحتلت المركز الثاني في دورات  1912 و 1920 و1948، وقد فازت فازت السويد حتى الآن في مشوارها في الألعاب الأولمبية الصيفية بمجموع 483 ميدالية في الألعاب الأولمبية الصيفية منها 143 ميدالية ذهبية و 164 فضية و 176 برونزية وتحتل السويد المركز العاشر ضمن جدول ميداليات الألعاب الأولمبية التاريخي الكلي، أكثر الرياضات التي تنافس فيها السويد هي التجديف و المصارعة ألعاب القوى و السباحة و الفروسية و الرماية و الإبحار و الغطس و مبارزة سيف الشيش، كما تعتبر السويد من الدول التي فازت بالميدالية الذهبية في منافسات كرة القدم وذلك في دورة 1948.
في الألعاب الأولمبية الشتوية تعتبر السويد من الدول التي شاركت في جميع دوراتها، من أول دوراتها في دورة 1924 في شاموني في فرنسا،  وعادةً ما تحتل المراكز ال10 الأولى في كل دورة كما أنها وصلت إلى المركز الأول في ترتيب الميداليات في دورة دورة 1948 في سان موريتز في سويسرا.

## وصلات خارجية
- الأبطال الأولمبيون موقع اللجنة الأولمبية الدولية